# Lilla Gåsjön
Lilla Gåsjön är en sjö i Bollnäs kommun i Hälsingland och ingår i Ljusnans huvudavrinningsområde.